# Griesser Holding
Die Griesser Holding AG mit Sitz in Aadorf ist ein international tätiger Schweizer Hersteller von Sonnenschutzeinrichtungen sowie dazugehörenden automatischen Steuerungen. Sie tritt unter den beiden Marken Griesser und weinor auf. Unter dem Namen Griesser entwickelt, produziert und vertreibt das Unternehmen Lamellenstoren, Rollladen, Markisen, Fassadenmarkisen sowie entsprechende automatische Steuerungen. Die Marke weinor umfasst Markisen sowie Terrassendächer mit Tuch- oder Glasbedeckung. Die im Familienbesitz befindliche Unternehmensgruppe beschäftigt rund 1500 Mitarbeitende, davon 800 in der Schweiz, und erwirtschaftete 2021 einen Umsatz von 370 Millionen Schweizer Franken.

## Geschichte
Das Unternehmen wurde 1882 durch Anton Griesser gegründet. Dieser übernahm in Aadorf eine Mühlebauwerkstatt und stellte dort Rollladen her. Der gute Geschäftsverlauf mit den ersten Exportaufträgen ermöglichte ihm um 1900 die Fabrik zu erweitern. 1911 wurde die Einzelfirma in eine Aktiengesellschaft umgewandelt. 1920 eröffnete Griesser in Zürich seine erste Filiale, der im Verlaufe der Zeit mehr als ein Dutzend weitere in der Schweiz folgten. 1924 eröffnete das Unternehmen einen Produktionsbetrieb in Italien und vier Jahre später einen solchen in Frankreich.
Nachdem 1949 die ersten flexiblen Rafflamellenstoren eingeführt wurden, folgte in den 1970er-Jahren die Erfindung von Faltrollladen (Rolpac), wofür das Unternehmen 1975 an der internationalen Baumesse Batimat in Paris einen Innovationspreis erhielt. In der gleichen Zeit übernahm Griesser die in Dübendorf ansässige Elektronikfirma Multronic AG (heute Griesser Electronic AG) zur Entwicklung und Herstellung von Steuerungssystemen. 1991 übernahm Griesser Holding die Mehrheit am 1960 gegründeten deutschen Markisenhersteller Weinor mit seinen zwei Werken in Köln und Möckern.